# Onda Vasca
Onda Vasca (Onda Vasca Irratia en euskera) es una cadena de radio española, generalista y de ámbito vasco-navarro. Es propiedad del Grupo Noticias, editor entre otros del diario Deia y del Diario de Noticias. Tiene una audiencia de 88 000 oyentes según datos de EGM.

## Locutores
- Pablo Fuentes-Pila
- Javier Vizcaíno
- Txema Gutiérrez
- Begoña Jiménez
- José Manuel Monje
- Angel Plaza
- Juanjo Lusa
- Iranzu Calvo
- Imanol Arruti
- Imanol Vilella
- Andrea Abasolo
- Kike Alonso
- Angel López
- Lorena Begué
- Cristina Zúñiga
- Esther Fernández
- Maider Uriarte
- Dani Sánchez
- Lide Álvarez
- Erlantz Plaza

## Frecuencias
Álava
- Vitoria: 98.0 FM

  Guipúzcoa
- Beasáin: 107.6 FM
- Éibar: 94.6 FM
- San Sebastián: 106.9 FM
- Tolosa: 87.9 FM
- Vergara: 90.7 FM
- Zarauz: 87.9 FM

 Vizcaya
- Bermeo: 90.4 FM
- Bilbao: 90.1 FM
- Durango: 98.0 FM

 Navarra
- Estella: 91.5 FM
- Pamplona: 96.0 FM